# Peter Bence
Peter Bence (5 settembre 1991) è un pianista e compositore ungherese.
Dal gennaio del 2012 fino a giugno 2017 ha detenuto il record del mondo per il maggior numero di suoni prodotti in un minuto con il pianoforte (765). Il record è stato battuto dal pianista portoghese-americano Domingos-Antonio Gomes con 824 suoni.
Il 30 luglio 2018 riceve a Reggio Calabria il Premio Riccio d'Argento dell'orafo Gerardo Sacco del XXXII festival Fatti di Musica, ideato e organizzato dal promoter Ruggero Pegna, riservato ai migliori live d'autore nazionali e internazionali di ogni anno, nella sezione dedicata ai più grandi musicisti internazionali. La consegna del premio è stata accompagnata da una lunga standing ovation del pubblico che ha gremito l'arena dello Stretto.

## Biografia e carriera
Peter ha iniziato a suonare il pianoforte fin da piccolo e ha completato la sua prima composizione all'età di 7 anni. Nel 2004 ha pubblicato il suo primo album, Green Music. Nello stesso anno ha vinto il terzo premio al Gyorgy Ferenczy International Piano Contest. Nel 2008 ha rilasciato il suo secondo album, Nightfall.
Lo spartito della sua composizione Piano Piece Based on Fibonacci Sequence, da lui eseguita all'audizione avvenuta nel 2009 per il Berklee College of Music, è stata richiesta da molti pianisti. Nel 2010 ha iniziato a studiare presso il Berklee College of Music. Ha quindi terminato i suoi studi con un Master of Arts in Film Scoring ed Electronic Production & Design.

## Discografia
- 2004: Green Music
- 2008: Nightfall